# Vaanes I Amatúnio
Vaanes I Amatúnio (em latim: Vaanes; em grego: Βαάνης; romaniz.: Baánēs; em armênio: Վահան; romaniz.: Vahan) foi um nobre armênio do século IV, ativo durante o reinado do rei Cosroes III (r. 330–339).

## Nome
Vaanes (Vaanēs; Βαάνης, Baánēs) é a forma latina do teofórico armênio Vaã (Վահան, Vahan), ligado a Vaagne (Վահագն, Vahagn), o deus armênio, cujo nome derivou do parta Varragne (*Warhragn) / Vartagne (*Warθagn), do persa antigo Vertragna (Vṛθragna) e do avéstico Veretragna (𐬬𐬆𐬭𐬆𐬚𐬭𐬀𐬖𐬥𐬀, vərəθraγna), o deus iraniano da vitória. Como teofórico, também foi citado em armênio como Verrã (Վռամ Vṙām), em persa médio como Vararã (𐭥𐭫𐭧𐭫𐭠𐭭, Waraḥrān) e Varã (𐭥𐭠𐭧𐭫𐭠𐭬, Waḥrām), em grego como Boanes (Βοάνης, Boánēs), Baranes (Βαρανης, Baranēs), Baânio (Βαάνιος, Baánios), Uarrames / Varrames (Ουαρράμης, Ouarrámēs), Barã (Βάραμ, Báram), Baramo (Βάραμος, Báramos) e Baram(a)anes (Βαραμ(a)άνης, Baram(a)ánēs), em georgiano como Barã (ბარამ, Baram),  em latim como Veramo (Veramus) e Vararanes e em persa novo como Barã (بهرام, Bahrām).

## Vida

Reino da Armênia em 150

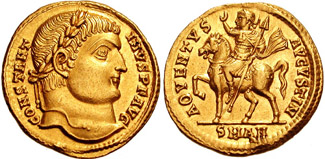
Soldo de r.

A parentela de Vaanes é desconhecida, exceto que pertencia à família Amatúnio. Nina Garsoïan propôs que era naapetes (chefe) de sua família e que foi sucedido por Carano nessa posição, o que implica que fossem pai e filho. Segundo Moisés de Corene, após a morte de Artavasdes I durante as guerras no norte da Armênia ca. 314, Tiridates III (r. 298–330) nomeou quatro nobres do reino como os comandantes das quatro porções do exército armênio; a Vaanes, em particular, concedeu o posto de comandante-em-chefe da porção oriental. Mais adiante, a Armênia foi invadida por Sanatruces, um suposto arsácida que reivindicou a coroa com apoio do xainxá Sapor II (r. 309–379). Os príncipes armênios pediram a intervenção do imperador Constantino I (r. 306–337), que enviou o general Antíoco no comando de um grande exército. Antíoco colocou Cosroes III (r. 330–339) no trono e confirmou os comandantes-em-chefe designados por Tiridates.[a] Na sequência, enviou Vaanes ao Azerbaijão no comando das tropas orientais e de um exército oriundo da Galácia para proteger a fronteira da possível intervenção do xainxá.
No mesmo período, inspirados pela guerra iniciada por Sanatruces, as populações nômades que residiam ao norte da Armênia invadiram. A invasão é relatada por Moisés de Corene e Fausto, o Bizantino, mas os autores divergentes nos detalhes. Para Moisés, os nômades reuniram um exército de 20 mil soldados que derrotou parte do exército régio antes de se dirigir para Valarsapate, que foi sitiada. Vaanes, apoiado por Pancrácio I, atacou os nômades de surpresa e os repeliu para Oxacã, onde se reagruparam e formaram suas linhas de defesa. Alegadamente, os invasores eram liderados por um gigante muito bem armado que disparou contra o centro do exército armênio, provocando muitas baixas. Vaanes teria orado para Deus perante uma catedral, pedindo que lhe permitisse derrotar o gigante do mesmo modo que Davi derrotou Golias. Moisés de Corene afirma que seu pedido foi atendido e Vaanes atingiu o gigante pelas costas, que caiu morto, causando pânico nas tropas inimigas, que fugiram. Fausto, por outro lado, coloca que a expedição foi liderada por Vache I, da família Mamicônio, com Vaanes ocupando um papel menor como um dos vários comandantes do exército. Segundo ele, depois de serem repelidos de Valarsapate, os invasores se abrigaram em Oxacã, mas não resistiram ao ataque armênio e foram massacrados.

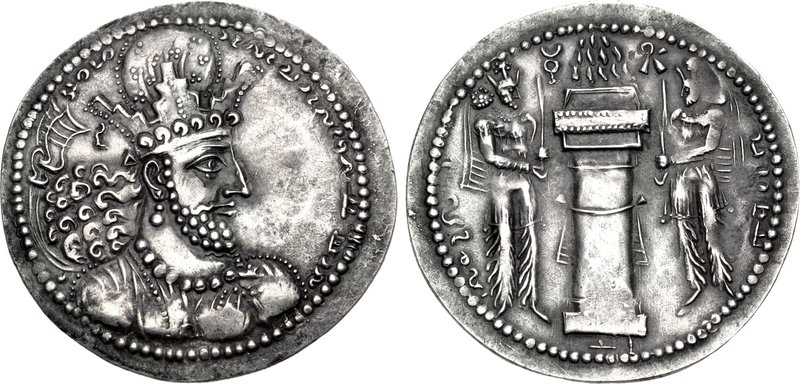
Dracma de r.

Segundo Fausto, Vache I e Vaanes I foram enviados por Cosroes III com um exército de 30 mil soldados para atacar Databe, um nobre armênio que, por sua postura pró-iraniana, tramou com os sassânidas às custas dos interesses do rei, permitindo aos iranianos massacrarem as tropas para as quais havia sido designado comandante. Apesar da superioridade numérica dos sassânidas, os armênios venceram-nos em combate. Vache e Vaanes capturaram Databe e o levaram perante Cosroes, que ordenou que fosse morto por apedrejamento. Moisés de Corene omite por completo a participação de Vaanes nessa expedição e ao citá-lo novamente, afirmou que, anos depois, quando Ársaces II (r. 350–368) foi instalado no trono por Sapor II, Vaanes foi substituído como comandante-em-chefe por Valinaces I.